# زلزال كالابريا 1905
زلزال كالابريا 1905 هو زلزالٌ وقعَ في كالابريا في إيطاليا بتاريخ 8 سبتمبر 1905.